# Джилліан Андерсон

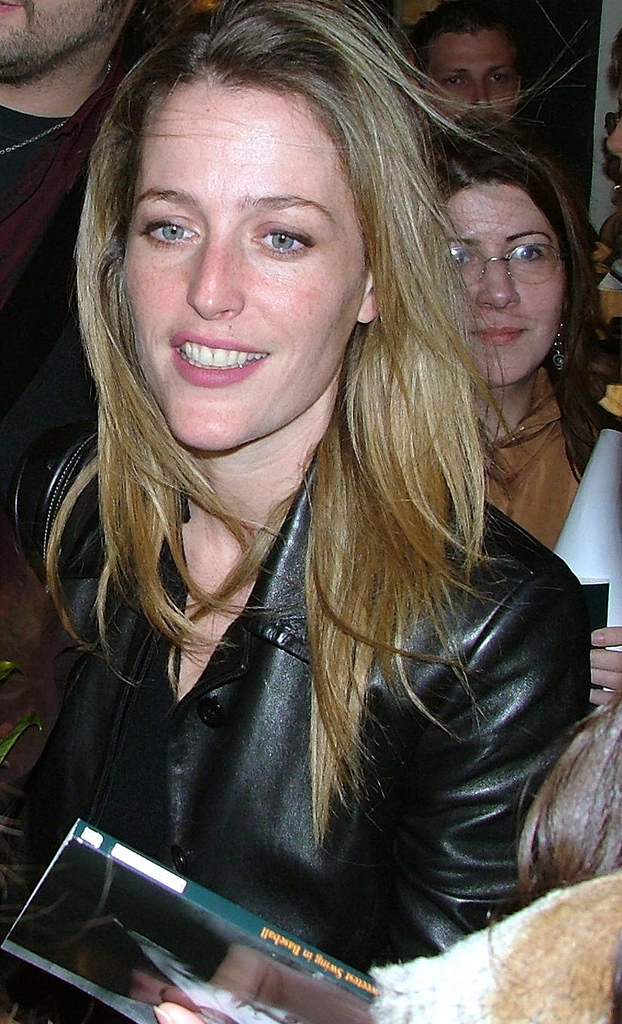
Біля сцени вистави The Sweetest Swing in Baseball у Театрі Королівський двір, 2004

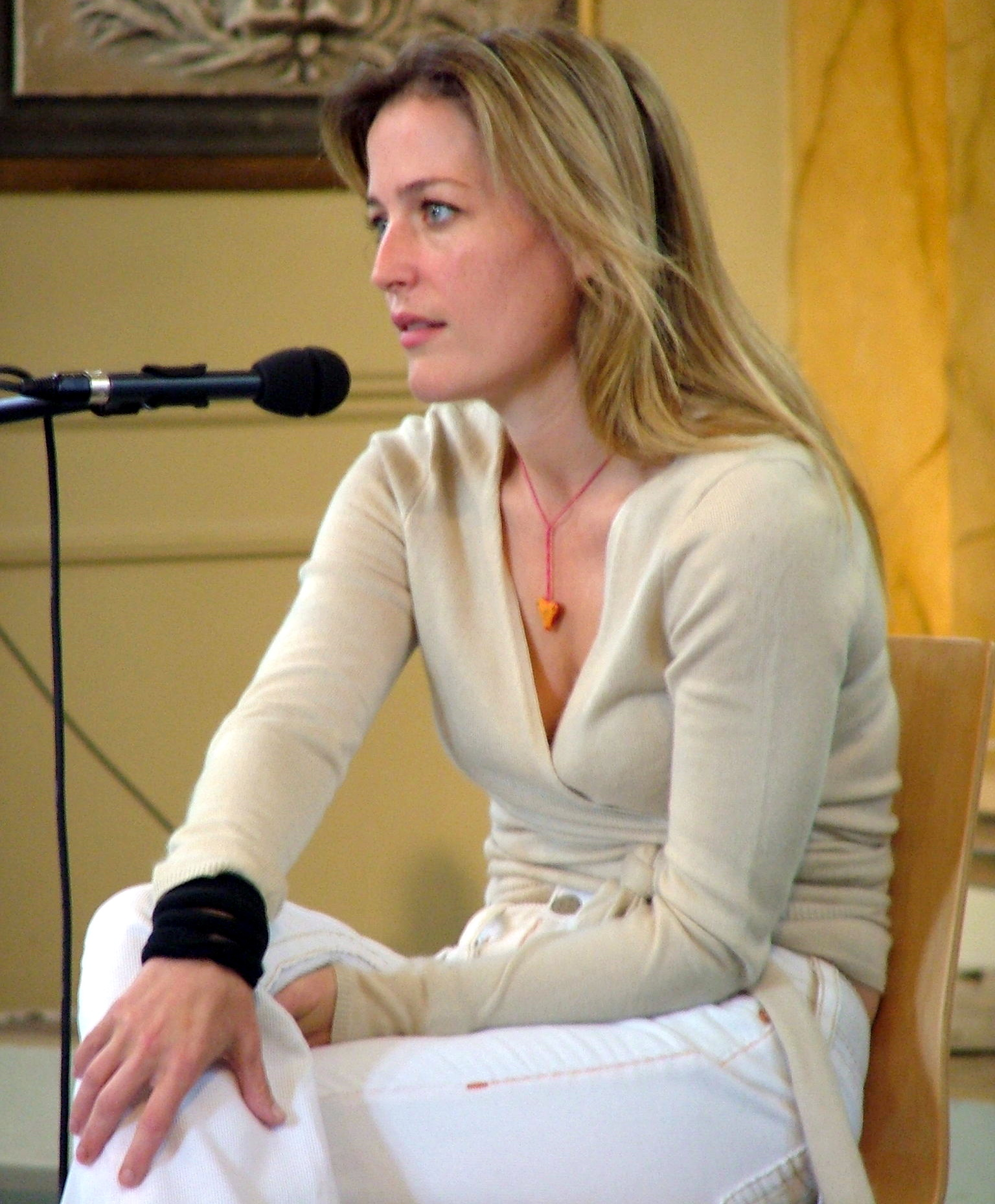
Buskaid, Лондон, 2004

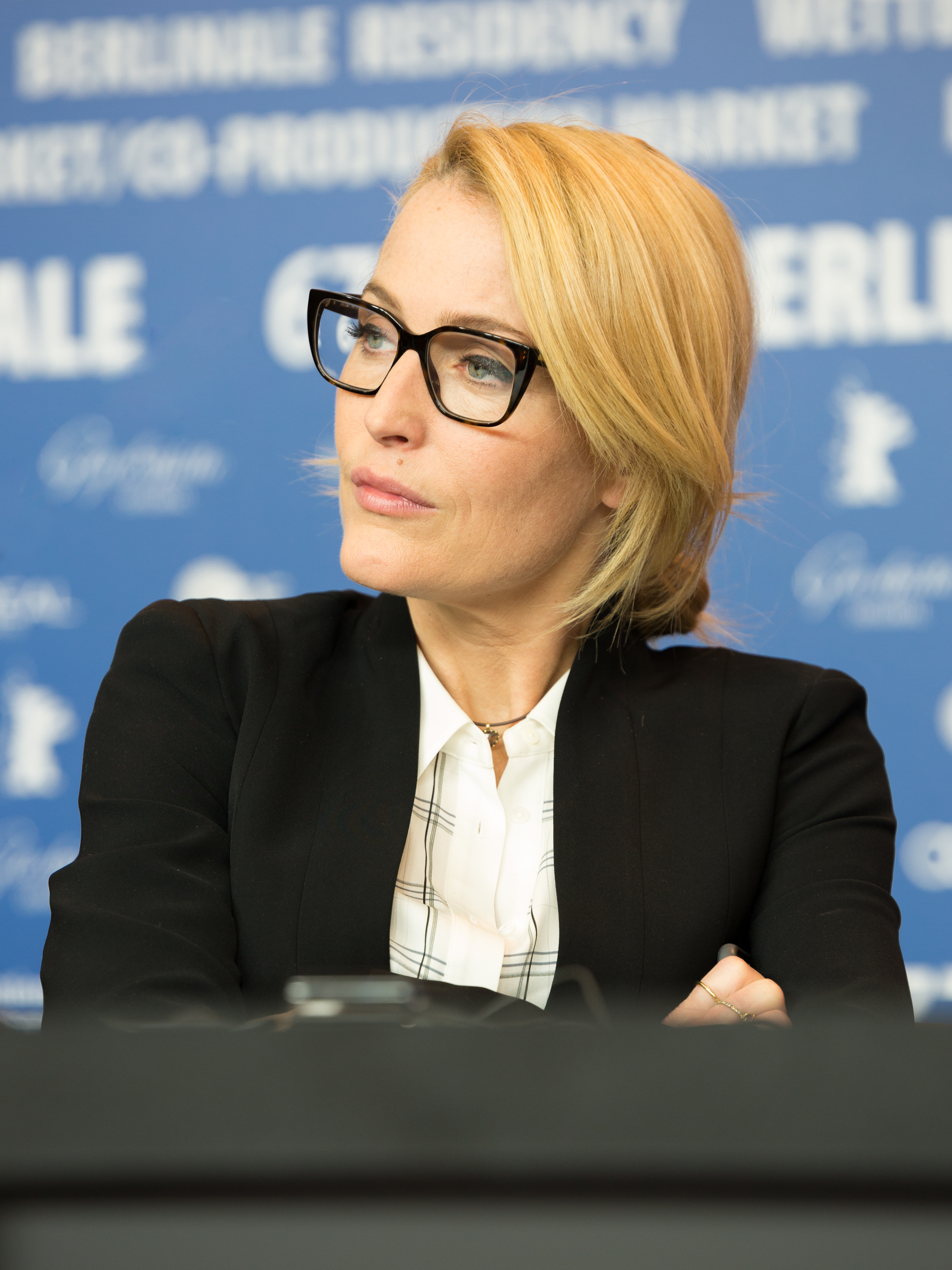
Андерсон презентує фільм Viceroy's House на Берлінале 2017

Джи́лліан А́ндерсон (англ. Gillian Anderson; нар. 9 серпня 1968, Чикаго) — американська акторка театру, кіно та телебачення, письменниця, благодійниця та активістка (феміністка, ВІЛ-СНІД- та ЛГБТ-активістка). Роботою, що принесла їй славу, стала роль агентки ФБР, судово-медичної експертки Дейни Скаллі у серіалі «Цілком таємно».

## Біографія
Народилася в Чикаго в родині Розмарі та Едварда Андерсонів. Чимало поїздила світом, оскільки її батько був кінотехніком. Деякий час родина мешкала в Пуерто-Рико, потім 10 років — в Англії.
У дитинстві Джилліан мріяла стати морським біологом. В підлітковому віці приєдналася до панк-руху і почала тікати з дому. Отримавши в 16 років паспорт, уже легально подалася до Лондона, де провела кілька років. Повернувшись до батьків, закінчила школу та акторський відділ університету. Після кількох років у Нью-Йорку переїхала до Голлівуда.

## Кінокар'єра
Андерсон переїхала до Нью-Йорка у 22 років. Спершу працювала офіціанткою. Кар'єру розпочала п'єсою Алана Ейкборна «Друзі, яких нема», за роль у якій одержала «Theatre World Awards». Після цього отримала роль у п'єсі «Філантроп» Крістофера Гемптона.
На телеекрані Джилліан Андерсон дебютувала 1992 року в малобюджетній кінострічці «Перевтілення». Того ж року вона переїздить до Лос-Анджелеса.
Великих ролей у театрі більше не надходило, а прослуховуватись на телеролі, як радив агент, Андерсон не хотіла, колись заприсягшись, що ніколи не зніматиметься в телесеріалах. Проте після року без роботи у 1993 виконала другорядну роль у молодіжному серіалі «Класі 96». Після цієї роботи акторка отримала сценарій «Цілком таємно». Вирішила прийти на прослуховування, дуже зацікавлена особистістю головної героїні — сильної, незалежної, розумної спеціалістки. Кріс Картер, автор ідеї серіалу, наполіг на кандидатурі Андерсон. Роль Дейни Скаллі принесла Джилліан Андерсон світову славу і зробила одним із символів її часу. Вона здобула низку нагород, зокрема «Еммі», «Золотий глобус», а також дві премії Гільдії кіноакторів США.
Паралельно з роботою в культовому серіалі акторка знімалася у фільмах «Пекельне таксі» (1998), «Могутній» (1998), «Цілком таємно: Боротьба за майбутнє» (1998). Виконала головну роль в екранізації роману Едіт Вортон «Дім радості», за яку одержала кілька премій.
У «Цілком таємно» у вересні 1993 року познайомилася з постановником серіалу Клайдом Клотцом, з яким одружилася. Через рік народила доньку Пайпер.

## Підтримка  України
Джилліан Андерсон приєдналася до благодійного аукціону від організації War Child UK, яка підтримує, зокрема, постраждалих  українських дітей. Акторка закликала фанів приєднатися до донатів і підтримувати маленьких українців. 
|  | Бомби падають на дітей в Україні. Я була там, і я бачила, як війна розриває маленькі життя на частини. Вони голодні, вони налякані, вони потребують безпеки |

 Акторка зазначила, що багато дітей продовжують жити в бомбосховищах. Вони потребують захисту, їжі та підтримки. Тому Андерсон хоче привернути увагу людей до України.

## Приватне життя
Джилліан Андерсон була одружена з Клайдом Клоцом (1994—1997) та Джуліаном Озанном (2004—2007). З 2006 року живе з Марком Ґріффітсом. Має трьох дітей — доньку Пайпер від Клоца (нар. 1994) і двох синів від Гріффітса — Оскара (нар. 2006) і Фелікса (нар. 2008).
У березні 2012 року Андерсон розповіла журналу Out, що мала тривалі стосунки з дівчиною, коли навчалася в старшій школі. Вона також розповіла CBS News, що зустрічалася з іншими жінками, хоча більшість її стосунків були з чоловіками. Згодом вона розповіла, що востаннє була з жінкою, коли переїхала до Нью-Йорка одразу після коледжу. В інтерв'ю Дейлі телеграф у березні 2015 року вона сказала, що відкрита до ідеї вступу в одностатеві стосунки: «Для мене стосунки — це любов до іншої людини; її стать не має значення».

## Фільмографія
| Рік       |     | Українська назва                                  | Оригінальна назва                           | Роль                    |
| --------- | --- | ------------------------------------------------- | ------------------------------------------- | ----------------------- |
| 1986      | кф  | Відразу три                                       | Three at Once                               | Жінка №1                |
| 1988      | кф  | Питання вибору                                    | A Matter of Choice                          | Вагітна молода жінка    |
| 1992      | ф   | Перевтілення                                      | The Turning                                 | Ейпріл Кавано           |
| 1993      | с   | Клас 96                                           | Class of '96                                | Рейчел                  |
| 1993—2018 | с   | Цілком таємно                                     | The X-Files                                 | Дейна Скаллі            |
| 1995      | мс  | Ік! Кіт                                           | Eek! the Cat                                | Дейна Скаллі            |
| 1996      | мс  | Перезавантаження                                  | ReBoot                                      | Дейта Наллі             |
| 1996      | док | Чому літаки падають                               | Why Planes Go Down                          | Оповідачка              |
| 1996      | док | Шпигуни наверху                                   | Spies Above                                 | Оповідачка              |
| 1996      | с   | Майбутнє фантастики                               | Future Fantastic                            | Оповідачка              |
| 1996—2002 | с   | Голлівудські квадрати                             | Hollywood Squares                           | Себе                    |
| 1997      | мс  | Сімпсони                                          | The Simpsons                                | Дейна Скаллі            |
| 1997      | ф   | Пекельне таксі                                    | Chicago Cab                                 | Бренда                  |
| 1998      | ф   | Цілком таємно: Боротьба за майбутнє               | The X-Files: Fight the Future               | Дейна Скаллі            |
| 1998      | ф   | Велетень                                          | The Mighty                                  | Лоретта Лі              |
| 1998      | ф   | Мінливості кохання                                | Playing by Heart                            | Мередіт                 |
| 1999      | с   | Фрейзер                                           | Frasier                                     | Дженні (голос)          |
| 1999      | с   | Жорстоке царство                                  | Harsh Realm                                 | Оповідачка              |
| 1999      | мф  | Принцеса Мононоке                                 | Princess Mononoke                           | Моро                    |
| 2000      | ф   | Будинок радості                                   | The House of Mirth                          | Лілі Барт               |
| 2005      | ф   | Могутній Кельт                                    | The Mighty Celt                             | Кейт Моррісон           |
| 2005      | ф   | Історія півника та бичка                          | A Cock and Bull Story                       | Себе, вдова Ведман      |
| 2005      | с   | Холодний дім                                      | Bleak House                                 | Леді Дедлок             |
| 2006      | ф   | Останній король Шотландії                         | The Last King of Scotland                   | Сара Мерріт             |
| 2007      | ф   | Бажання помсти                                    | Straightheads                               | Еліс Комфорт            |
| 2007      | мс  | Роббі – північний олень                           | Robbie the Reindeer                         | Королева Воркана        |
| 2008      | ф   | Цілком таємно: Я хочу вірити                      | The X-Files: I Want to Believe              | Дейна Скаллі            |
| 2008      | ф   | Як втратити друзів і змусити всіх тебе ненавидіти | How to Lose Friends & Alienate People       | Елінор Джонсон          |
| 2008      | с   | Шедевр                                            | Masterpiece                                 | Себе                    |
| 2009      | ф   | Бугі-Вугі                                         | Boogie Woogie                               | Джин Маклстоун          |
| 2010      | с   | Серце кожної людини                               | Any Human Heart                             | Волліс Сімпсон          |
| 2010      | кф  | Ніякого тиску                                     | No Pressure                                 | Себе                    |
| 2011      | ф   | Агент Джонні Інгліш: Перезапуск                   | Johnny English Reborn                       | Памела Гед              |
| 2011      | с   | Пурпурова та біла пелюстка                        | The Crimson Petal and the White             | Місіс Каставей          |
| 2011      | с   | Мобі Дік                                          | Moby Dick                                   | Елізабет                |
| 2011      | с   | Великі надії                                      | Great Expectations                          | Міс Хевішем             |
| 2012      | ф   | Сестра                                            | Sister                                      | Крістін Янсен           |
| 2012      | ф   | Таємний гравець                                   | Shadow Dancer                               | Кейт Флетчер            |
| 2012      | мф  | Місце на мітлі                                    | Room on the Broom                           | Відьма                  |
| 2013—2016 | с   | Занепад                                           | The Fall                                    | Стелла Гібсон           |
| 2013—2015 | с   | Ганнібал                                          | Hannibal                                    | Доктор Беделія Дю Мор'є |
| 2013      | ф   | Останнє кохання містера Моргана                   | Mr. Morgan's Last Love                      | Карен Морган            |
| 2013      | мф  | Зі схилів Кокуріко                                | From Up On Poppy Hill                       | Доктор Мікі Хокуто      |
| 2013      | ф   | Я вистежу тебе                                    | I'll Follow You Down                        | Маріка                  |
| 2014      | с   | Криза                                             | Crisis                                      | Мег Фітч                |
| 2014      | мс  | Робоцип                                           | Robot Chicken                               | Фіона                   |
| 2014      | с   | Національний театр наживо                         | National Theatre Live                       | Бланш Дюбуа             |
| 2014      | ф   | Продано                                           | Sold                                        | Софія                   |
| 2014      | ф   | Залізна сутичка                                   | Robot Overlords                             | Кейт                    |
| 2015      | с   | Топ Ґір                                           | Top Gear                                    | Себе                    |
| 2015      | док | Вдовиця                                           | The Widowmaker                              | Оповідачка              |
| 2016      | с   | Війна і мир                                       | War & Peace                                 | Анна Павлівна Шерер     |
| 2017      | док | Сад художника: Американський імпресіонізм         | The Artist’s Garden: American Impressionism | Оповідачка              |
| 2017      | ф   | Будинок віце-короля                               | Viceroy's House                             | Леді Маунтбеттен        |
| 2017      | ф   | Кривий будиночок                                  | Crooked House                               | Магда Вест              |
| 2017      | мс  | Роня, дочка розбійника                            | Ronja the Robber's Daughter                 | Оповідачка              |
| 2017—2018 | с   | Американські боги                                 | American Gods                               | Медіа                   |
| 2018      | ф   | Шпигун, який мене кинув                           | The Spy Who Dumped Me                       | Венді                   |
| 2018      | ф   | НЛО                                               | UFO                                         | Професор Гендрікс       |
| 2018      | док | Це змінює все                                     | This Changes Everything                     | Себе                    |
| 2019—2023 | с   | Сексуальна освіта                                 | Sex Education                               | Джин Томпсон            |
| 2020      | с   | Корона                                            | Crown                                       | Маргарет Тетчер         |
| 2021      | с   | Велика                                            | The Great                                   | Джоанна                 |
| 2022      | с   | Перша леді                                        | The First Lady                              | Елеонора Рузвельт       |
| 2022      | ф   | Білий птах: Дивовижна історія                     | White Bird: A Wonder Story                  | Вів'єн                  |
| 2022      | ф   | Блідо-блакитне око                                | The Pale Blue Eye                           | Джулія Маркіз           |

## Музична кар'єра
Джилліан Андерсон випустила компакт-диск, де співає під ритми музики техно.

## Нагороди й номінації
| Нагорода                               | Рік  | Категорія                                                                | Робота                              | Результат |
| -------------------------------------- | ---- | ------------------------------------------------------------------------ | ----------------------------------- | --------- |
| Золотий глобус                         | 1996 | Найкраща жіноча роль у телесеріалі — драма                               | Цілком таємно                       | Номінація |
| Золотий глобус                         | 1997 | Найкраща жіноча роль у телесеріалі — драма                               | Цілком таємно                       | Перемога  |
| Золотий глобус                         | 1998 | Найкраща жіноча роль у телесеріалі — драма                               | Цілком таємно                       | Номінація |
| Золотий глобус                         | 1999 | Найкраща жіноча роль у телесеріалі — драма                               | Цілком таємно                       | Номінація |
| Золотий глобус                         | 2007 | Найкраща жіноча роль у мінісеріалі або телефільмі                        | Холодний дім                        | Номінація |
| Золотий глобус                         | 2021 | Найкраща жіноча роль другого плану в серіалі, мінісеріалі або телефільмі | Корона                              | Перемога  |
| BAFTA TV Awards                        | 2006 | Найкраща жіноча роль                                                     | Холодний дім                        | Номінація |
| BAFTA TV Awards                        | 2011 | Найкраща жіноча роль другого плану                                       | Серце кожної людини                 | Номінація |
| Еммі                                   | 1996 | Найкраща жіноча роль у драматичному телесеріалі                          | Цілком таємно                       | Номінація |
| Еммі                                   | 1997 | Найкраща жіноча роль у драматичному телесеріалі                          | Цілком таємно                       | Перемога  |
| Еммі                                   | 1998 | Найкраща жіноча роль у драматичному телесеріалі                          | Цілком таємно                       | Номінація |
| Еммі                                   | 1999 | Найкраща жіноча роль у драматичному телесеріалі                          | Цілком таємно                       | Номінація |
| Еммі                                   | 2006 | Найкраща жіноча роль у мінісеріалі або телефільмі                        | Холодний дім                        | Номінація |
| Еммі                                   | 2021 | Найкраща жіноча роль другого плану в драматичному телесеріалі            | Корона                              | Перемога  |
| Премія Гільдії кіноакторів США         | 1996 | Найкраща жіноча роль у драматичному серіалі                              | Цілком таємно                       | Перемога  |
| Премія Гільдії кіноакторів США         | 1997 | Найкраща жіноча роль у драматичному серіалі                              | Цілком таємно                       | Перемога  |
| Премія Гільдії кіноакторів США         | 1997 | Найкращий акторський склад у драматичному серіалі                        | Цілком таємно                       | Номінація |
| Премія Гільдії кіноакторів США         | 1998 | Найкращий акторський склад у драматичному серіалі                        | Цілком таємно                       | Номінація |
| Премія Гільдії кіноакторів США         | 1998 | Найкраща жіноча роль у драматичному серіалі                              | Цілком таємно                       | Номінація |
| Премія Гільдії кіноакторів США         | 1999 | Найкраща жіноча роль у драматичному серіалі                              | Цілком таємно                       | Номінація |
| Премія Гільдії кіноакторів США         | 1999 | Найкращий акторський склад у драматичному серіалі                        | Цілком таємно                       | Номінація |
| Премія Гільдії кіноакторів США         | 2000 | Найкраща жіноча роль у драматичному серіалі                              | Цілком таємно                       | Номінація |
| Премія Гільдії кіноакторів США         | 2001 | Найкраща жіноча роль у драматичному серіалі                              | Цілком таємно                       | Номінація |
| Премія Гільдії кіноакторів США         | 2021 | Найкраща жіноча роль у драматичному серіалі                              | Корона                              | Перемога  |
| Премія Гільдії кіноакторів США         | 2021 | Найкращий акторський склад у драматичному серіалі                        | Корона                              | Перемога  |
| Супутник                               | 1997 | Найкраща жіноча роль у телесеріалі — драма                               | Цілком таємно                       | Номінація |
| Супутник                               | 1998 | Найкраща жіноча роль у телесеріалі — драма                               | Цілком таємно                       | Номінація |
| Супутник                               | 1999 | Найкраща жіноча роль у телесеріалі — драма                               | Цілком таємно                       | Номінація |
| Супутник                               | 2001 | Найкраща жіноча роль у телесеріалі — драма                               | Цілком таємно                       | Номінація |
| Супутник                               | 2001 | Найкраща жіноча роль у кінофільмі — драма                                | Будинок радості                     | Номінація |
| Супутник                               | 2006 | Найкраща жіноча роль у мінісеріалі або телефільмі                        | Холодний дім                        | Номінація |
| Супутник                               | 2012 | Найкраща жіноча роль у мінісеріалі або телефільмі                        | Великі надії                        | Номінація |
| Супутник                               | 2015 | Найкраща жіноча роль у телесеріалі — драма                               | Занепад                             | Номінація |
| Супутник                               | 2021 | Найкраща жіноча роль другого плану в серіалі, мінісеріалі або телефільмі | Корона                              | Номінація |
| Вибір телевізійних критиків            | 2012 | Найкраща жіноча роль у мінісеріалі або телефільмі                        | Великі надії                        | Номінація |
| Вибір телевізійних критиків            | 2018 | Найкраща жіноча роль другого плану в драматичному серіалі                | Американські боги                   | Номінація |
| Вибір телевізійних критиків            | 2021 | Найкраща жіноча роль другого плану в драматичному серіалі                | Корона                              | Перемога  |
| Премія Асоціації телевізійних критиків | 1997 | Індивідуальні досягнення в драмі                                         | Цілком таємно                       | Номінація |
| Премія британського незалежного кіно   | 2000 | Найкраща жіноча роль                                                     | Будинок радості                     | Перемога  |
| Сатурн                                 | 1997 | Найкраща телеакторка                                                     | Цілком таємно                       | Перемога  |
| Сатурн                                 | 1998 | Найкраща телеакторка                                                     | Цілком таємно                       | Номінація |
| Сатурн                                 | 1999 | Найкраща телеакторка                                                     | Цілком таємно                       | Номінація |
| Сатурн                                 | 1999 | Найкраща кіноакторка                                                     | Цілком таємно: Боротьба за майбутнє | Номінація |
| Сатурн                                 | 2000 | Найкраща телеакторка                                                     | Цілком таємно                       | Номінація |
| Сатурн                                 | 2001 | Найкраща телеакторка                                                     | Цілком таємно                       | Номінація |
| Сатурн                                 | 2002 | Найкраща телеакторка                                                     | Цілком таємно                       | Номінація |
| Сатурн                                 | 2016 | Найкраща телеакторка                                                     | Цілком таємно                       | Номінація |
| Сатурн                                 | 2016 | Найкраща телеакторка другого плану                                       | Ганнібал                            | Номінація |
| Сатурн                                 | 2018 | Найкраща телеакторка                                                     | Цілком таємно                       | Номінація |
| Лондонський гурток кінокритиків        | 2001 | Найкраща акторка року                                                    | Будинок радості                     | Номінація |
| HCA TV Awards                          | 2021 | Найкраща акторка другого плану в серіалі, драма                          | Корона                              | Перемога  |